# Pionosyllis mayteae
Pionosyllis mayteae is een borstelworm uit de familie Syllidae. Het lichaam van de worm bestaat uit een kop, een cilindrisch, gesegmenteerd lichaam en een staartstukje. De kop bestaat uit een prostomium (gedeelte voor de mondopening) en een peristomium (gedeelte rond de mond) en draagt gepaarde aanhangsels (palpen, antennen en cirri).
Pionosyllis mayteae werd in 2006 voor het eerst wetenschappelijk beschreven door San Martin & Hutchings.